# Atlas der deutschen Volkskunde
Der Atlas der deutschen Volkskunde (ADV) ist das bedeutendste deutschsprachige Projekt zur Kulturraumforschung im Deutschen Reich, in Österreich sowie in einigen damals deutschsprachigen Gebieten Ost- und Süd(ost)europas. Das Projekt war stark von der „Bonner Schule“ der Kulturraumforschung beeinflusst, die ab 1920 mit dem interdisziplinären Institut für geschichtliche Landeskunde der Rheinlande, IGL, Impulse gesetzt hatte.

## Geschichte
Nach dem Vorbild der 1865 von Wilhelm Mannhardt durchgeführten Fragebogenaktion und des Deutschen Sprachatlas wurden zwischen 1930 und 1935 fünf in 243 Hauptfragen unterteilte Fragebögen an ca. 20.000 Gewährspersonen ausgeschickt. Um diese Fülle an Material bearbeiten zu können, wurden ab 1928 insgesamt 34 Landesstellen eingerichtet, die Zentralstelle befand sich in Berlin und wurde von Fritz Böhm geleitet.
Die Ergebnisse der Befragungen wurden bis 1939 in der ersten Folge in 120 unkommentierten Verbreitungskarten in sechs Lieferungen publiziert.
Nach der Machtergreifung der Nationalsozialisten wurde das Atlasprojekt 1938 vom SS-Ahnenerbe vereinnahmt; allerdings gingen daraus keine Publikationen hervor.
Während des Krieges wurde das gesamte Material der Zentralstelle des ADV nach Frankfurt in Sicherheit gebracht. Matthias Zender baute 1954 die „Arbeitsstelle Atlas der deutschen Volkskunde“ in Bonn auf und sorgte für den Transport des Materials (ca. 4,5 Mio. Karteikarten) nach dort.
Ab 1958 wurden die Antworten neu ausgewertet und die Karten der Neuen Folge mit einem umfangreichen quellenkritischen Kommentar versehen. Eine größere Anzahl von Karten – vor allem zu Themen, die mit Tod, Begräbnis und Nachzehrerglauben zu tun hatten – wurden von Gerda Grober-Glück bearbeitet. 1984 lief die langjährige Förderung (seit 1928, mit Unterbrechungen) der Deutschen Forschungsgemeinschaft aus. In Bonn befindet sich das Zentralarchiv, weitere Bestände liegen in ehemaligen Landesstellen oder deren Nachfolgeinstitutionen in Rostock, Münster, Marburg, München und Innsbruck.
Nach dem Zweiten Weltkrieg wurden verschiedene weitere Atlasprojekte in ganz Europa durch den ADV angeregt, zudem ein „Ethnologischer Atlas Europas“, der aber rasch wieder eingestellt wurde.
Die Ergebniskarten dienten mehreren volkskundlichen Studien als Quelle, wie etwa die in der Nahrungsforschung vielbeachtete Studie „Alltags- und Festspeisen in Mitteleuropa“ von Günter Wiegelmann. Seit den 1990er-Jahren wird nach Möglichkeiten einer computergestützten Verarbeitung gesucht. Bei 4,5 Mio. Karteikarten rechnet man mit Kosten von rund 1,00 € pro Karte.
Der ADV war eines der größten geisteswissenschaftlichen Vorhaben und trug wesentlich zur Profilierung der Volkskunde als Wissenschaft bei.

## Befragungsbeispiel
Als Beispiel sei hier die Frage 88 über die gebräuchliche Nahrung aufgeführt:

„Welche besonderen Speisen und Getränke erhalten

a) die bei der Getreideernte Beschäftigten?

b) die bei der Heuernte Beschäftigten?“
Als Erklärung und Orientierung für die fragenden Gewährspersonen wurde dazu erläutert:

„Es ist vielfach üblich, daß den in der Heu- oder Getreideernte Beschäftigten ein besonders gutes und reichliches Mahl zugedacht wird, da die anstrengende Arbeit erhöhte Kräfte verlangt. Mancherorts gibt es feststehende Gerichte, die zur Erntezeit verzehrt werden (Hefeklöße, Kartoffelfladen, Mehlsuppe u. a. m.). Auf diese besonderen, vom Alltäglichen abweichenden Speisen zielt unsere Frage ab, nicht aber auf die beim eigentlichen Erntefest üblichen Festspeisen. Wo ein Unterschied zwischen den zur Heuernte und den zur Getreideernte gegebenen Speisen gemacht wird, bitten wir, darauf hinzuweisen.“ (Mitteilungen der Volkskundekommission der Notgemeinschaft der Deutschen Wissenschaften (Fragetexte und Anleitungen für die Bearbeitung der ADV-Fragebogen) H. 2, 1931, S. 29.)

## Kritik am Atlas der deutschen Volkskunde
Die Kritik am ADV richtet sich einerseits gegen die Prämissen der Kulturraumforschung der 1920er sowie die Erhebungsmethoden durch Gewährsmänner. Da für jeden Belegort meist nur eine Person die Antworten gab, wurde damit eine differenzierte Beantwortung erschwert. Günter Wiegelmann, Gerda Grober-Glück, Michael Simon und weitere konnten aber zeigen, dass die Antworten mit einer modifizierten Lesart sehr gewinnbringend sind.
Zum anderen wurde dem ADV eine ideologische Komponente unterstellt, insbesondere bei dem 5. Fragebogen von 1935. Diesen Vorwurf hat Michael Simon in seiner Habilitationsschrift entkräftet. Eine Kritik unter postkolonialem Blickwinkel mit Lösungsansätzen für eine Neuaufbereitung des Materials wurde in Anlehnung an das Projekt WossiDiA durch Helmut Groschwitz diskutiert.